# Sprent Dabwido

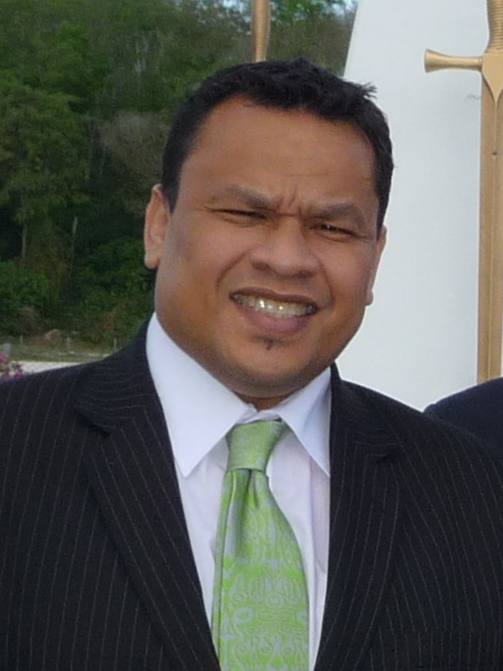
Sprent Dabwido

Sprent Jared Dabwido (* 16. September 1972 in Nauru; † 8. Mai 2019 in Armidale, New South Wales) war ein Politiker aus Nauru. Von 2004 bis 2014 war er Mitglied des Nauruischen Parlaments. Am 15. November 2011 wurde er Präsident Naurus und übernahm zugleich das Amt des Außen- und des Innenministers. Das Präsidentenamt hatte er bis 2013 inne.

## Leben
Dabwido war der Sohn eines Parlamentariers. Vor seiner politischen Karriere war er als Gewichtheber aktiv. Er nahm an den Weltmeisterschaften im Gewichtheben 1995 in der Superschwergewichtsklasse teil und wurde 1995 sowie 1996 Nauruischer Meister.
Dabwido wurde bei den Wahlen vom 23. Oktober 2004 im Wahlkreis Meneng mit einem Stimmenwert von 239,733 erstmals zum Mitglied des Nauruischen Parlaments gewählt. Er wurde damit neben Dogabe Jeremiah einer von zwei Vertretern dieses Wahlkreises. Bei den davorliegenden Wahlen vom 3. Mai 2003 belegte er noch den dritten Platz und unterlag damit Nimrod Botelanga, dessen Platz er einnahm und der nur noch das fünftbeste Ergebnis in diesem Wahlbezirk erhielt. Bei den Parlamentswahlen 2008 und 2010 wurde er jeweils wiedergewählt und 2009 von Präsident Marcus Stephen zum Minister für Telekommunikation und Verkehr in dessen Kabinett berufen.
Am 15. Dezember 2011 entschied das Nauruische Parlament mit neun zu acht Stimmen, Frederick Pitcher abzuwählen, der erst am 10. November 2011 als Nachfolger von Marcus Stephens zum Präsidenten Naurus gewählt worden war und sich mit ebenfalls neun zu acht Stimmen nur knapp gegen Milton Dube durchsetzen konnte. Noch am 15. November 2011 wurde daraufhin Dabwide mit abermals neun zu acht Stimmen zum Nachfolger Pitchers gewählt und damit Präsident Naurus.
Am 16. November 2011 stellte Dabwido sein Kabinett vor, in dem er selbst die Ämter des Außen- und Innenministers übernahm, während David Adeang neuer Finanzminister wurde. Seine Präsidentschaft endete 2013. Zu den bekannteren Handlungen seiner Amtszeit gehörte ein Abkommen mit der damaligen australischen Premierministerin Julia Gillard im Jahr 2012, durch das in Nauru erneut Flüchtlingslager für Australien unterhalten wurden (Offshore Processing Deal). Später bereute er öffentlich diese Entscheidung, da er davon ausgegangen sei, dass die Asylsuchenden im Anschluss an ihre Internierung nach Australien einreisen dürften, was aber letztlich nicht geschah.
Dabwido engagierte sich als Politiker auch im Bereich Aufklärung über die Gefahren des Klimawandels im Pazifik, worüber er unter anderem eine Rede auf der Generalversammlung der Vereinten Nationen hielt.
Bei der Wahl am 8. Juni 2013 wurde Dabwido mit den meisten Stimmen in seinem Wahlkreis erneut ins Parlament gewählt. Im Juni 2014 wurden er und Parlamentsmitglied Squire Jeremiah jedoch mit der Begründung suspendiert, sie hätten sich ungebärdig verhalten („behaving in an unruly manner“). Im Juni 2015 wurden beide verhaftet, weil sie sich an Protesten aufgrund von Korruptionsvorwürfen gegen die Regierung beteiligt hatten. Nach fast einem Monat in Haft erlitt Dabwido einen leichten Herzinfarkt und kam in ein Krankenhaus. Kurz darauf wurden er und Jeremiah bis zum Beginn ihres Prozesses auf Kaution entlassen.
Bei den Parlamentswahlen 2016 erreichte Dabwido nur Platz 4 in seinem Wahlkreis und konnte keinen Sitz im Parlament mehr erlangen.
Im April 2017 begann der Prozess gegen Dabwido und weitere 18 Personen, die am 16. Juni 2015 an Protestaktionen beteiligt waren (von der Presse teilweise als „Nauru 19“ bezeichnet). Ihnen wurden unter anderem Beteiligung an Unruhen, Störung der Legislative und Betreten eines Sperrgebiets vorgeworfen. Alle bis auf drei der Angeklagten bekannten sich nicht schuldig. Im September 2018 entschied der Supreme Court, den Fall dauerhaft einzustellen. Der ehemalige australische Richter Geoffrey Muecke, der als unabhängiges Jury-Mitglied an der Verhandlung teilgenommen hatte, beklagte verschiedene Missstände. Eine faire Verhandlung sei in Nauru nicht möglich, da die Regierung einen zügigen Prozess verhindere und die Angeklagten mit allen Mitteln ins Gefängnis bringen wolle.
An Krebs erkrankt, ging Dabwido 2018 nach Australien, um sich behandeln zu lassen und beantragte dort Asyl. Im Jahr darauf starb er mit 46 Jahren in der australischen Stadt Armidale.